# Eurato sanctijosephi
Eurato sanctijosephi är en ringmaskart som beskrevs av Gravier 1908. Eurato sanctijosephi ingår i släktet Eurato och familjen Sabellidae. Inga underarter finns listade i Catalogue of Life.